# Tomoglossa heydemanni
Tomoglossa heydemanni är en skalbaggsart som beskrevs av Lohse 1977. Tomoglossa heydemanni ingår i släktet Tomoglossa, och familjen kortvingar. Arten har ej påträffats i Sverige.